# سباق القارب الأزرق
سباق القارب الأزرق Blue Boat هو أعلى مستوى من القوارب يمثل جامعة أكسفورد أو جامعة كامبريدج في سباقات رياضة التجديف السنوية للجامعات على نهر التايمز، سباق القوارب وسباق القوارب النسائية . من عام 2016، يقام أول سباق VIII للسيدات (يشار إليه أيضًا باسم سباق القارب الأزرق) على نهر التيمز، جنبًا إلى جنب مع نظرائهن من الذكور. انتقلت سباقات الوزن الخفيف للرجال والسيدات إلى نهر التايمز في عامي 2019 و2020 على التوالي.
يشير مصطلح "الأزرق" إلى المجدفين والمجدفات في هذه القوارب الأولى، حيث حصل كل منهم على جائزة جامعة سبورتنج بلو، وهي شرف يُمنح للرياضيين والمجدفات في كل جامعة الذين يتنافسون على أعلى مستوى في رياضات معينة في مسابقات أكسفورد/كامبريدج. يُشار إلى أكسفورد عادةً باسم "الأزرق الداكن" وكامبريدج باسم "البلوز الفاتح".

## انظر ايضا
سباق القوارب الجماعية